# كشف (طب)
الكشف (أو الفحص أو التحري) في الطب هو إستراتيجية لتحديد الوجود لمرض محتمل لم يُشخّص في أفراد دون وجود علامات أو أعراض. يمكن أن يشمل هذا الأفراد أصحاب الأمراض الغير معروفة الأعراض أو قبل بدأ الأْعراض. على هذا النحو، الاختبارات الفحصية تعتبر إلى حد ما فريدة من نوعها حيث أنها تجرى على أشخاص في صحة جيدة ظاهريا.
التدخلات الفحصية صممت للتعرف في وقت مبكر على وجود مرض في المجتمع، وبالتالي التمكين من التدخل والعلاج المبكر على أمل الحد من الوفيات والمعاناة من المرض. على الرغم من أن الفحص قد يؤدي إلى التشخيص المبكر، فليست جميع اختبارات الفحص قد أثبتت نفعها للشخص الذي قدمت له. الإفراط في التشخيص، التشخيص الخاطئ، وخلق شعور زائف بالامان يعد من الآثار الضارة المحتملة للفحص. لهذه الأسباب، الاختبار المستخدم في برنامج الفحص، خاصة لمرض بمعدل إصابة منخفض، يجب أن يكون ذا حساسية جيدة بالإضافة إلى خصوصية مقبولة.
يوجد عدة أنواع من الفحوصات: الفحص الشامل يشمل فحص جميع الأفراد في فئة معينة (على سبيل المثال، جميع الأطفال في سن معينة). اكتشاف الحالة يشمل فحص مجموعة أصغر من الناس بناء على وجود عوامل احتمال التعرض للخطر (على سبيل المثال، بسبب تشخيص شخص من العائلة بمرض وراثي). التدخلات الفحصية لم تصمم للتشخيص، وغالبا تكون ذات معدلات كبيرة من النتائج الايجابية الكاذبة والسلبية الكاذبة.

## مبادئ الفحص
في عام 1968 نشرت منظمة الصحة العالمية توجيهات في مبادئ وممارسات الفحص عن الأمراض، والتي يشار إليها غالبا بمعايير ويلسون. المبادئ لا تزال اليوم قابلة للتطبيق على نطاق واسع:
1. يجب أن تكون الحالة من المشكلات الصحية العامة.
2. يجب أن يكون هنالك علاج للحالة.
3. يجب توافر مرافق التشخيص والعلاج.
4. يجب أن تكون هناك مرحلة خافية من المرض.
5. يجب ان يكون هناك اختبار أو فحص للحالة.
6. يجب أن يكون الاختبار متقبلا لدى السكان.
7. يجب أن يكون التاريخ الطبيعي للمرض مفهوم بشكل كاف.
8. يجب أن تكون هناك سياسة متفق عليها من الذين يُعَالَجُونَ.
9. التكلفة الاجمالية لاكتشاف حالة يجب ان تكون متوازنة اقتصاديا في العلاقة مع الانفاق الطبي على حد سواء.
10. اكتشاف الحالة يجب ان يكون عملية مستمرة، ليس فقط مشروع «مرة واحدة وإلى الأبد».

في عام 2008، ومع ظهور تقنيات جينومية جديدة، منظمة الصحة العالمية قامت بتوليف وتعديل هذه مع المفاهيم الجديدة على النحو التالي: 
توليف معايير الفحص الناشئة المقترحة منذ أكثر من 40 عام 
- المنفعة الشاملة من الفحص يجب أن تفوق الضرر.
- تقييم البرنامج يجب أن يخطط له من البداية.
- البرنامج يجب أن يعزز المساواة والحصول على فحص لكامل العينة المستهدفة من السكان.
- البرنامج يجب أن يضمن الاختيار عن علم، السرية واحترام الاستقلالية.
- يجب أن يكون هناك تأمين للجودة، مع آليات للحد من المخاطر المحتملة للفحص.
- البرنامج يجب أن يدمج التعليم، الاختبار، الخدمات السريرية وإدارة البرنامج.
- يجب أن يكون هنالك دليل علمي على فعالية برنامج الفحص.
- يجب أن يكون هناك عينة محددة من السكان.
- يجب أن تعرف أهداف الفحص من البداية.
- برنامج الفحص يجب أن يستجيب للحاجة المعلومة.

## أنواع الفحص
الفحص الشامل: الفحص الشامل يعني، فحص كامل السكان أو مجموعة معينة. يعرض الفحص على الجميع، بصرف النظر عن حالة الخطر الفردية.
- الخطر العالي أو الفحص الانتقائي: فحص الخطر العالي يجرى للسكان المعرضين للخطر فقط.
- الفحص المتعدد المراحل: هو تطبيق فحصين أو أكثر لمجموعة كبيرة من السكان في وقت واحد بدلا من تنفيذ اختبارات منفصلة لمرض واحد.
- عندما يتم بشكل مدروس وبناء على البحث، تحديد عوامل الخطر يمكن أن يكون إستراتيجية للفحص الطبي.

## أمثلة على الفحص

### برامج فحوصات شائعة
في العديد من الدول يوجد برامج فحص للسكان. في بعض الدول، مثل المملكة المتحدة، تجرى هذه الفحوصات على مستوى وطني. هذه البرامج الفحصية الشائعة تشمل: 
- فحص السرطان
- لطاخة بابا نيكولاو أو علم الخلايا المعتمد على السائل لرصد الافات المحتملة التسرطن ومنع سرطان عنق الرحم
- التصوير الشعاعي للثدي لرصد سرطان الثدي
- تنظير القولون واختبار الدم الخفي في البراز لرصد سرطان القولون والمستقيم
- فحوصات جلدية لرصد سرطان الجلد
- اختبار ختبار السلين الجلدي لمرض السل
- مقياس بيك للاكتئاب لفحص الاكتئاب
- مقياس القلق الاجتماعي ليبوويتز و الرهاب الاجتماعي الجرد لفحص اضطراب القلق الاجتماعي
- البروتين الجنيني الفا، تحليل الدم وتخطيط الصدى للنساء الحوامل للكشف عن تشوهات الجنين
- جناح فلم العضة لفحص التسوس السني التلاصقي
- تنظير العين أو التصوير الرقمي وتصنيف الصور لاعتلال الشبكية السكري.
- تخطيط الصدى ل أم الدم الأبهرية البطنية
- فحص المتبرعين المحتملين للحيوانات المنوية
- الفحص للمتلازمة الأيضية
- فحص لفقد السمع المحتمل عند حديثي الولادة

### الفحص المدرسي
أغلب أنظمة المدارس العامة في المملكة المتحدة تقوم بفحص الطلاب بشكل دوري لقصور السمع أو البصر أو مشاكل الأسنان. فحوصات لمشاكل في النخاع أو مشاكل الوقفة مثل الانحناء الجانبي (جنف) يتم تنفيذها، لكنها موضع خلاف بما أن الانحناء الجانبي (جنف) - على خلاف مشاكل النظر أو الأسنان لا يتواجد سوى في فئة قليلة من المجتمع وأيضا لاضطرار الطلاب لخلع قمصانهم للفحص. العديد من الدول لم تعد تطالب بفحوصات الانحناء الجانبي أو تسمح بها بشرط موافقة أولياء أمر الطالب. 

## المعدات الطبية المستخدمة في الفحص
المعدات الطبية المستخدمة في الاختبارات الفحصية عادة ما تكون مختلفة عن المعدات المستخدمة في الاختبارات التشخيصية، بما أن الاختبارات الفحصية تستخدم للإشارة لاحتمالية وجود أو غياب مرض أو حالة في أشخاص خالين من الأعراض ; بينما المعدات الطبية التشخيصية تستخدم لعمل قياسات كمية فيزيولوجية لتأكيد وتحديد التطور لمرض أو حالة محتملة. المعدات الفحصية الطبية يجب أن تكون قادرة على الفحص السريع لحالات عديدة، لكن قد لا تكون دقيقة كدقة المعدات التشخيصية.   

## قيود ومشاكل الفحص
الفحص قد يتمكن من رصد أي حالة طبية في مرحلة مبكرة قبل ظهور الأعراض بينما يكون العلاج أكثر تأثيرا من الرصد المتأخر. في أفضل الحالات، أرواح قد تنقذ. كأي اختبار طبي آخر، الاختبارات المستخدمة في في الفحص ليست مثالية. نتائج الاختبار قد تظهر ايجابية بشكل خاطئ لأولائك الذين لا يحملون المرض (إيجابية كاذبة)، أو تظهر سلبية بشكل خاطئ أيضا لحاملي المرض (سلبية كاذبة). قصور برامج الفحص تشمل: 
- الفحص قد يتضمن التكلف واستخدام المصادر في غالبة الأشخاص الذين لا يحتاجون العلاج.
- آثار جانبية لعمليات الفحص مثل: (الإجهاد والقلق، عدم الارتياح، التعرض للأشعة، التعرض للمواد الكيميائية).
- الإجهاد والقلق المتسَبب من النتائج الإيجابية الكاذبة.
- فحوصات دقيقة وعلاجات لاحاجة لها للنتائج الإيجابية الكاذبة.
- الإجهاد والقلق المتسَبب من إطالة فترة المعرفة بوجود مرض دون أي تطور في النتائج
- احساس خاطئ بالأمان متسَبب من النتائج السلبية الكاذبة، والتي قد تؤخر التشخيص النهائي.

الفحص للخرف في هيئة الخدمات الصحية الوطنية في المملكة المتحدة هو مخل خلاف لما قد يسببه من قلق مفرط للمرضى وخدمات الدعم ستكون مجهدة. طبيب عام صرح: «المشكلة العامة تبدو مرتكزة فعليا حول عواقب مثل هذا التشخيص وما هو متوفر فعليا لمساعدة المريض.»

## تحليل الفحص
لكثير من الناس، من المناسب القيام بالفحص فطريا، لأن الإمساك بالشئ مبكرا أفضل. على كل حال، لا يوجد فحص مثالي. لطالما ستوجد هناك مشاكل مع النتائج الخاطئة والمشاكل الأخرى المذكورة أعلاه.
قبل اعتماد أي برنامج فحص، من المثالي لإلقاء نظرة للتأكد من أن منافعه تتجاوز مضاره. أفضل الدراسات لمعرفة إذا ما كان برنامج فحصي سيزيد من صحة السكان هي التجارب المحكومة العشوائية الصارمة. 
عند دراسة برنامج فحص باستخدام مراقبة حالة أو بشكل أكثر اعتياد دراسة التعرض، العديد من العوامل قد تجعل الاختبارات الفحصية تظهر أكثر نجاحا مما هي عليه في الواقع. عدد من التحيزات الملازمة لطريقة الدراسة ستحرف النتائج. 
الفحص قد يحسن النتائج بلا شك، ولكن هذا يجب أن يؤكد بتحليل إحصائي مناسب، لا مقارنات مبسطة للأرقام. 

### تحيز المهلة

تحيز المهلة يؤدي إلى نسبة نجاة أعلى ملحوظة نظريا مع الفحص، وإن كان مسار المرض لم يتأثر

الهدف من الفحص هو تشخيص مرض بشكل أبكر من المعتاد. دون الفحص، المرض قد يكتشف لاحقا، بعد ظهور الأعراض. 
حتى وإن مات الشخص في الحالتين في نفس الوقت، لأننا شخصنا المرض بشكل مبكر مع الفحص، فترة النجاة منذ التشخيص سيكون أطول ; ولكن العمر لم يطل، ووسيتواجد قلق إضافي للمريض لعيشه لفترة أطول مع معرفته بالمرض.  
بالنظر إلى إحصائيات فترة النجاة منذ التشخيص، الفحص سيظهر الزيادة (هذه الزيادة تسمى ب تحيز المهلة). إن لم نقم بالتفكير حول ما تعنيه فترة النجاة فعليا في هذا الموضع، قد نضيف ميزة إلى الفحص والتي لا تعني شيئا في الواقع سوى التشخيص المبكر; مقارنة معدل الوفاة لمرض في شخص خضع للفحص وشخص آخر لم يخضع له يعطي معلومات أكثر قيمة.

### تحيز طول الوقت

تحيز طول الوقت يؤدي إلى نسبة نجاة أعلى ملحوظة نظريا مع الفحص، وإن كان مسار المرض لم يتأثر.

العديد من الاختبارات الفحصية تتضمن رصد السرطانات. 

### تحيز الاختيار
لن يشترك كل شخص في برنامج الفحص. هناك عوامل تختلف بين الراغبين في الحصول على الفحص وغير الراغبين .
إذا كان الأشخاص أصحاب الخطر العالي للإصابة بمرض ما  أقرب للحصول على فحص من غيرهم، على سبيل المثال امرأة لديها تاريخ عائلي لسرطان الثدي أقرب للانضمام إلى برنامج التصوير الشعاعي للثدي من غيرها، حينها اختبار الفحص سيبدو أسوء مما هو عليه في الواقع: النتائج السلبية بين السكان اللذين تم فحصهم ستكون أعلى من العينة العشوائية.
تحيز الاختيار يمكن أيضا أن يجعل الاختبار يبدو أفضل مما هو عليه. إذا كان الاختبار متاحا أكثر للشباب والأشخاص الأصحاء (على سبيل المثال إذا وجب على الناس السفر لمسافات طويلة ليتم فحصهم) حينها عدد أقل من الأشخاص اللذين تم فحصهم سيحضون بنتائج سلبية مقارنة بالعينة العشوائية، والاختبار سيظهر وكأنه يقوم بإحداث فرق إيجابي. 

### الإفراط في التشخيص
يمكن أن يحدد الفحص شذوذا لم يكن ليتسبب بمشكلة أبدا في حياة الشخص. مثال هذه هو فحص سرطان البروستاتا. يقال «تموت الرجال مع سرطان البروستاتا لا بسببه».دراسات التشريح أظهرت أن هناك نسبة عالية من الرجال المسنين ممن ماتوا بأسباب أخرى وجد لديهم سرطان البروستاتا.
 وبصرف النظر عن القضايا التي لا حاجة لعلاجها (علاج سرطان البروستاتا يكون من دون معنى بدون مخاطرة)، الإفراط في التشخيص يجعل الدراسة تبدو جيدة عند اكتشاف الشذوذ على الرغم من سلميتها أحيانا.
 الإفراط في التشخيص يحدث عندما يصنف جميع الاشخاص ممن لديهم شذوذ غير مؤذي ك «حيوات أنقذت» عن طريق الفحص، بدلا من «أشخاص أصحاء تضرروا بالإفراط في التشخيص الغير حتمي».

### تجنب التحيز
أفضل طريقة للحد من هذه التحيزات استخدام التجربة المحكومة العشوائية. هذه الدراسة يجب أن تكون كبيرة جدا، وصارمة للغاية من حيث إجراءات البحث. مثل هذه الدراسات تستهلك وقتا طويلا وتستنزف الكثير من الأموال، لكنها تقدم أفضل المعلومات للطب المبني على الحقائق.